# 藤原仲成
藤原 仲成（ふじわら の なかなり）は、奈良時代後期から平安時代初期にかけての公卿。藤原式家、中納言・藤原種継の長男。官位は従四位下・参議。

## 経歴
延暦4年（785年）父・種継が暗殺されたため、若年ながら従五位下に叙され、翌延暦5年（786年）衛門佐に任ぜられる。桓武朝では衛門佐・左中弁等を務める一方で、出雲介・越後守・山城守・大宰大弐・大和守・伊勢守と地方官も兼ねた。この間、延暦16年（797年）従五位上、延暦17年（798年）正五位下、延暦20年（801年）従四位下と桓武朝後半にかけて順調に昇進した。
平城朝では妹の尚侍・薬子が天皇の寵愛を受けた事もあり、仲成は重用され権勢を誇ったが、陰険で専横な振る舞いが多かったために人々から憎まれたという。また、大同2年（807年）に発生した伊予親王の変でも薬子とともに、藤原宗成を唆して伊予親王に謀反を勧めさせ、さらには平城天皇を煽り立てて伊予親王を自害に追い込んだともされる。変後仲成は左兵衛督・右大弁と要職を歴任し、大同4年（809年）には北陸道観察使に任ぜられ公卿に列した。
同年に平城天皇が嵯峨天皇に譲位すると、権勢の失墜を恐れた仲成・薬子兄妹は平城上皇と共に平城京に移り上皇の重祚を画策して二所朝廷の対立を招く。大同5年（810年）6月に観察使制度の廃止により参議となる。しかし、9月6日の平城上皇による平城京への遷都命令により平城上皇・嵯峨天皇の対立が激化すると、9月10日嵯峨天皇に先手を打たれて捕縛、右兵衛府に監禁の上、佐渡権守に左遷。翌11日に佐渡へ移されないまま、紀清成と住吉豊継の手により射殺された（薬子の変）。享年47。
仲成の射殺を最後として以後、平安時代末期の保元の乱まで中央では死罪は行われなかったと言われている。一方で、仲成に対して行われた「射殺」という処刑方法は、養老律令にある斬・絞の方法とは異なる上、一旦正規の左遷手続が下された相手に行われている事から、法律の規定に基づいた「死刑」ではなく、天皇独自の判断による「私刑」であった可能性が指摘されている（上横手雅敬）。
また、嵯峨天皇が藤原仲成・薬子兄妹を糾弾した詔の中で、薬子と異なって仲成の罪状は「薬子を教正しなかったこと」と「虚詐のことで先帝の親王と夫人を凌侮した（後述）」の2点のみであった。つまり、国家や天皇を脅かしたとまでは認定されなかったにもかかわらず処刑されたことについて、有罪であっても処分が重過ぎるという評価が当時からあったとみられる。なお、貞観5年（863年）冤罪で殺された人々を慰霊するために開始された神泉苑御霊会において、仲成は有罪と認定されたまま「観察使」の名称にて慰霊の対象に加えられているが、薬子がこうした扱いを受けていないのとは対照的である。

## 人物
欲の深い性格で、酒の勢いで行動する事があった。親族の序列を無視し、諫止にも憚る事はなかった。妹・薬子が朝廷で自分の思うままに行動するようになると、その威を借りてますます傲り高ぶるようになり、皇族や高徳者が多く陵辱を受けた。
妻（笠江人の娘）の叔母が非常に容貌が優れていた事から仲成は好意を寄せるが、嫌われて思い通りにならなかったため、力ずくで意に沿わせようとした。そのため、叔母は佐味親王の許へ逃げ込むが、仲成は親王とその母（多治比真宗）が住んでいた家にあがりこみ、叔母を見つけると暴言を吐きながら、道徳に反する行動に出た。
仲成が殺害されるに及び、人々は「自らの行いが招いた事だ」と思ったという。
なお、仲成の罪として認定された「虚詐のことで先帝の親王と夫人を凌侮した」について、通説では伊予親王とその母である藤原吉子を充てて仲成を伊予親王事件の首謀者とする説の根拠ともなっている。一方で、佐味親王とその母である多治比真宗のこととして親王邸に押し入ったことが罪とされたものであり、仲成と伊予親王事件は無関係とする研究者もいる（阿部猛、安田政彦）。

## 逸話
大同3年（808年）に2羽の烏が若犬養門の樹の枝上で翼を寄せ合い頭部を交互にした状態で一緒に死んだ。烏は一日中落ちてこなかったため、遂にある者が打ち落とした。これを見聞きして、人々は藤原仲成・薬子兄妹が罪人となる予兆だと噂したという。

## 官歴
注記のないものは『六国史』による。
- 時期不詳：正六位上
- 延暦4年（785年） 11月25日：従五位下
- 延暦5年（786年） 正月28日：衛門佐
- 延暦9年（790年） 3月10日：出雲介
- 延暦11年（792年） 2月：出羽守[10]。12月：出雲守[10]
- 延暦16年（797年） 正月7日：従五位上
- 延暦17年（798年） 3月：左中弁[10]
- 延暦18年（799年） 正月29日：越後守。5月8日：正五位下。9月10日：兼山城守、兼治部大輔[10]
- 延暦19年（800年） 5月：主馬頭[10]
- 延暦20年（801年） 正月7日：従四位下[10]
- 延暦25年（806年） 正月28日：大和守。2月16日：兵部大輔。3月18日：山作司。4月18日：右兵衛督
- 大同3年（808年） 正月：左兵衛督[10]。5月21日：右大弁
- 大同4年（809年） 4月13日：北陸道観察使[10]。4月：兼常陸守[10]。5月：右兵衛督[10]。6月：兼大蔵卿[10]。8月：兼伊勢守
- 大同5年（810年） 6月10日：参議[10]。7月：兼近江守[10]。8月29日：兼伊勢守。9月10日：佐渡権守。9月11日：卒去

## 系譜
- 父：藤原種継
- 母：粟田道麻呂の娘[10]
- 妻：笠江人の娘
- 生母不明の子女
  - 男子：藤原藤主[11]

天長10年（833年）6月9日に大赦により薬子の変で罰せられた罪人に対する赦免、流罪となった罪人（藤原仲成の子息を含む）に対する近国移送を行うこととなり、同月16日に罪人藤原永主・山主・藤主が豊前国から備前国へ移されたことから、永主・山主も仲成の子息とも想定される。